# Frederik Brekling
Frederik Brekling (1629 i Hanved ved Flensborg — 16. marts 1711 i Den Haag) var en dansk mystiker og kirkelig oppositionsmand.
I 1646 blev Brekling student fra Flensborg og læste derefter på flere tyske universiteter såsom Rostock, Königsberg, Helmstedt, Gießen og Wittenberg. I Helmstedt kom han i kontakt med synkretismens talsmand Georg Calixt. I 1654 tog han til Hamburg, hvor han sluttede sig til en kreds af kristne spiritualister. Senere rejste han over Strasbourg til Amsterdam, hvor han traf sammen med de mystiske sværmere Elias Prætorius og Ludwig Fr. Gifftheil. I 1656 vendte han tilbage til Danmark, hvir han virkede under de dansk-svenske krige som vikarierende sognepræst ved Skt. Nicolaj Kirke i Flensborg og siden som feltpræst. I 1659 blev han medhjælper (kapellan) hos sin far i hans fødeby Hanved. Under indtryk af krigens begivenheder indleverede han et skarpt klageskrift over den lutherske kirkes præster til konsistoriet i Flensborg og varslede straffedomme over Danmark. Selvom generalsuperintendenten Stephan Klotz søgte at hindre dets offentliggørelse, lykkedes det Brekling at publicere skriften i 17660 i Amsterdam. Skriften medførte, at konsistoriet afsatte Frederik Brekling, der flygtede til Nederlandene, hvor han samlede en kreds af ligesindede om sig og udgav et forsvarsskrift, særlig rettet mod Klotz og tilegnet komng Frederik 3.. Han virkede derefter flere år som præst i den nederlandsky by Zwolle. Da han giftede en ung psykisk syg pige, blev han dog afsat fra sit embede 1668. 1672 flyttede han til Amsterdam og 1690 endelig til Haag. Sit underhold fandt han dels som korrekturlæser, dels ved understøttelse fra venner. Han skev bidrag for Gottfried Arnolds Kirchen- und Ketzer-Historie og stod bl.a. i forbindelse med pietismens fader Philipp Jacob Spener. Han var repræsentant for den teosofiske og mystiske tradition i den lutherske kirke og var som mystiker en fortaler for en følelsesbetonet og lidenskabelig religiøs individualisme.